# Kostel Nanebevzetí Panny Marie (Střílky)
Kostel Nanebevzetí Panny Marie stojí v horní části obce Střílky, ve Zlínském kraji v okrese Kroměříž. Pochází z 18. století a je v barokním slohu. V roce 1958 byl zapsán na seznam nemovitých kulturních památek České republiky.

## Historie
První zprávy o vsi Střílky se objevují již od poloviny 13. století. Kdy ale přesně vznikl kostel Nanebevzetí Panny Marie, není známo. Současný kostel měl svého staršího předchůdce. Z roku 1691 je zmínka o stříleckém faráři, existenci staršího kostela dokazuje i záznam, ve kterém Amand Antonín z Petřvaldu, zakladatel barokního stříleckého hřbitova, zavazuje svého nástupce, aby vystavěl náhradu za starý kostel zničený požárem. Pokud byl závazek splněn, se stavbou kostela se začalo před rokem 1763, kdy smrtí Jana Bernarda po meči vymírá rod Petřvaldských. Stavba pokračovala za nových majitelů, Küenburgů. V roce 1770 byl kostel vysvěcen. Dále pokračovaly jen dokončovací práce na interiéru.

## Interiér
Farní kostel Nanebevzetí Panny Marie je jednolodní stavba, která si zachovala mnoho z původního interiéru.
Hlavní oltář vznikl podle předlohy z olomouckého dómu sv. Václava. Obraz s námětem Nanebevzetí Panny Marie je kopií původního obrazu z Velehradu od vynikajícího benátského malíře Paola Paganiho. Postranní sochy vedle oltáře zobrazují sv. Tomáše Akvinského a sv. Františka z Pauly, sochy na bočních oltářích zobrazují Pannu Marii Lurdskou a sv. Josefa. Na zadních bočních oltářích jsou dva cenné obrazy velehradského malíře, jezuity Ignáce Raaba, který byl jedním z nejvýznamnějších českých malířů 18. století. Umělecky velmi cenné jsou v kostele původní varhany, které jsou jedním z mála dochovaných exemplářů s dobovou akordovou kompozicí píšťal. Pocházejí od věhlasného stavitele varhan Františka Siebera z roku 1771. Za pozornost stojí také barokní křtitelnice z cetechovického mramoru s velkým křížem a korpusem Ukřižovaného Ježíše Krista z první poloviny 18. století.
Ve věži kostela jsou zavěšeny dva zvony. Větší z nich pochází z poloviny 17. století a je zasvěcen Nejsvětější Trojici. Menší zvon zasvěcený Panně Marii je o půl století mladší.

## Zajímavost v okolí
V horní části obce na vyvýšenině naproti kostelu se rozprostírá pozoruhodný barokní hřbitov.